# Tocci-Gletscher
Der Tocci-Gletscher ist ein steiler Gletscher im ostantarktischen Viktorialand. In den Admiralitätsbergen fließt er vom Mount Lozen in die Nordflanke des Tucker-Gletschers.
Der United States Geological Survey kartierte ihn anhand eigener Vermessungen und Luftaufnahmen der United States Navy aus den Jahren von 1960 bis 1964. Das Advisory Committee on Antarctic Names benannte ihn 1970 nach Joseph J. Tocci II., Aerograph auf der McMurdo-Station im Jahr 1967.